# Lista de filmes animados da Disney

Walt Disney Pictures Logo

Este anexo compreende em uma lista de longa-metragens animadas produzidos ou lançados pela The Walt Disney Company, ou sua antecessora, a Walt Disney Productions. A lista é divida por categorias para cada estúdio ou lançamento secundário.
A Walt Disney Pictures começou a trabalhar em curta-metragens animadas em 1923. Em 1937 o estúdio lançou a sua primeira longa-metragem animada, Branca de Neve e os Sete Anões, e continuou a lançar curta-metragens, esquetes animadas e filmes até hoje. Através dos anos o estúdio tem se expandido até à sua composição atual. A Walt Disney Company também tem um histórico de colaborações com outros estúdios, co-produzindo ou distribuindo diversos filmes, de modo que a Walt Disney Studios não produz mais todas as animações sob a marca Disney. Em 2016 foi lançado o mais novo sucesso da marca, Zootopia, que ganhou o título de melhor estreia de uma animação da Disney e também o de segundo filme original mais visto de todos os tempos, perdendo apenas para Avatar (filme).

Walt Disney Animation Studios Logo

## Walt Disney Animation Studios
A lista a seguir é composta de filmes animados que ou foram totalmente produzidos pela Walt Disney Productions (até o ano de 1986), ou foram produzidos pela Walt Disney Animation Studios, formalmente conhecida depois de 1986 por Walt Disney Feature Animation.
Para fins publicitários, no final da década de 1980 a The Walt Disney Company começou a fixar uma ordem cronológica para especificar cada filme. A partir desse método, a empresa poderia proclamar o filme como "o centésimo longa-metragem animado da Disney", por exemplo. Quando o sistema numérico foi implantado, o grupo dos filmes incluído nessa classificação se tornou conhecido como "filmes animados do cânone Disney". Muitos historiados do cinema e fãs da animação se referem aos filmes como "Clássicos Disney". O sistema numérico permanece ativo até hoje, sendo mostrado em campanhas publicitárias de produtos, como no lançamento da edição em vídeo de vigésimo aniversário de Oliver & Company, e nos logos de abertura e encerramento de Tangled, que mostram o número do filme no cânone. Algumas fontes divergentes montam o sistema numérico dos Clássicos Disney excluindo da conta o filme Dinossauro e incluindo o filme Selvagem. Porém Selvagem não foi produzido pela Walt Disney Animation Studios.
Todos os filmes da lista são mostrados em seu atual título utilizado pela The Walt Disney Company. Alguns filmes originalmente foram lançados com um título diferente do atual, como Cinderela, que foi lançado nos cinemas como A Gata Borralheira. É também importante lembrar que em Portugal os filmes eram lançados originalmente em português brasileiro até o filme O Rei Leão, que inaugurou a dublagem em português europeu dos filmes Disney. A maioria dos filmes anteriores a esse período tem uma nova dublagem na variante européia produzida para o lançamento em vídeo no mercado português.
Nesta tabela, os números em verde indicam um filme em animação tradicional, e os em vermelho indicam um filme em animação digital.

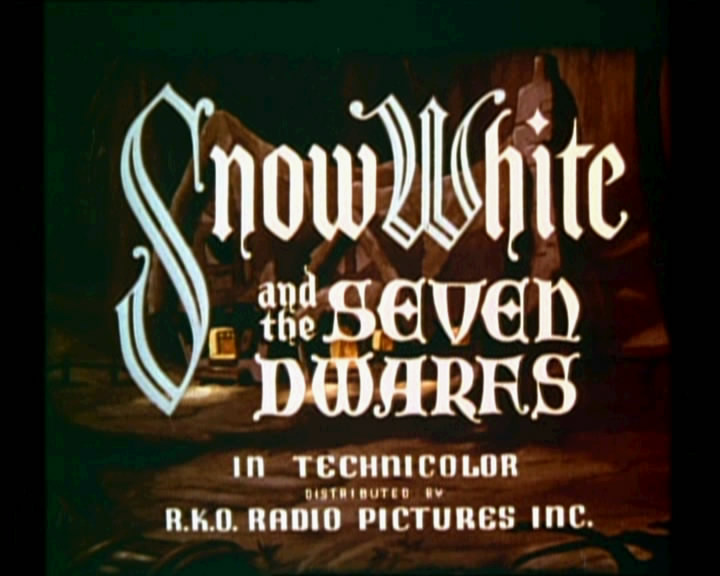
Snow White And The Seven Dwarfs - 1937 Trailer Screenshot

| #  | Título original                        | Título no Brasil                                              | Título em Portugal                           | Data de lançamento original                                                                                | Ref.                             |
| -- | -------------------------------------- | ------------------------------------------------------------- | -------------------------------------------- | --- | -------------------------------- |
| 1  | Snow White and the Seven Dwarfs        | Branca de Neve e os Sete Anões                                | Branca de Neve e os Sete Anões               | 21 de dezembro de 1937 (pré-estreia) 4 de fevereiro de 1938                                                |                                  |
| 2  | Pinocchio                              | Pinóquio                                                      | Pinóquio                                     | 7 de fevereiro de 1940 (pré-estreia) 9 de fevereiro de 1940                                                |                                  |
| 3  | Fantasia                               | Fantasia                                                      | Fantasia                                     | 13 de novembro de 1940 (pré-estreia/roadshow) 29 de janeiro de 1941 (roadshow da RKO) 8 de janeiro de 1942 | [ note 1 ] [ note 2 ]            |
| 4  | Dumbo                                  | Dumbo                                                         | Dumbo                                        | 23 de outubro de 1941                                                                                      |                                  |
| 5  | Bambi                                  | Bambi                                                         | Bambi                                        | 13 de agosto de 1942                                                                                       |                                  |
| 6  | Saludos Amigos                         | Alô Amigos                                                    | Olá Amigos                                   | 24 de agosto de 1942 (pré-estreia) 6 de fevereiro de 1943                                                  | [ note 1 ] [ note 2 ]            |
| 7  | The Three Caballeros                   | Você Já Foi à Bahia?                                          | A Caixinha de Surpresas                      | 21 de dezembro de 1944 (pré-estreia) 3 de fevereiro de 1945                                                | [ note 1 ] [ note 2 ]            |
| 8  | Make Mine Music                        | Música, Maestro!                                              | Música, Maestro!                             | 20 de abril de 1946 (pré-estreia) 15 de agosto de 1946                                                     | [ note 1 ]                       |
| 9  | Fun and Fancy Free                     | Como é Bom se Divertir                                        | Batalha de Gigantes                          | 27 de setembro de 1947                                                                                     | [ note 1 ] [ note 2 ]            |
| 10 | Melody Time                            | Cante com Disney                                              | Tempo de Melodia                             | 27 de maio de 1948                                                                                         | [ note 1 ] [ note 2 ]            |
| 11 | The Adventures of Ichabod and Mr. Toad | As Aventuras de Ichabod e Sr. Sapo                            | As Aventuras de Ichabod e Sr. Sapo           | 5 de outubro de 1949                                                                                       | [ note 1 ]                       |
| 12 | Cinderella                             | Cinderela                                                     | Cinderela                                    | 15 de fevereiro de 1950 (pré-estreia) 4 de março de 1950                                                   |                                  |
| 13 | Alice in Wonderland                    | Alice no País das Maravilhas                                  | Alice no País das Maravilhas                 | 26 de julho de 1951                                                                                        |                                  |
| 14 | Peter Pan                              | Peter Pan                                                     | As Aventuras de Peter Pan                    | 5 de fevereiro de 1953                                                                                     |                                  |
| 15 | Lady and the Tramp                     | A Dama e o Vagabundo                                          | A Dama e o Vagabundo                         | 16 de junho de 1955 (pré-estreia) 22 de junho de 1955                                                      | [ note 3 ]                       |
| 16 | Sleeping Beauty                        | A Bela Adormecida                                             | A Bela Adormecida                            | 29 de janeiro de 1959                                                                                      | [ note 4 ]                       |
| 17 | One Hundred and One Dalmatians         | 101 Dálmatas                                                  | Os 101 Dálmatas                              | 25 de janeiro de 1961                                                                                      |                                  |
| 18 | The Sword in the Stone                 | A Espada Era a Lei                                            | A Espada Era a Lei                           | 25 de dezembro de 1963                                                                                     |                                  |
| 19 | The Jungle Book                        | Mogli: O Menino Lobo                                          | O Livro da Selva                             | 18 de outubro de 1967                                                                                      |                                  |
| 20 | The Aristocats                         | Aristogatas                                                   | Os Aristogatos                               | 24 de dezembro de 1970                                                                                     |                                  |
| 21 | Robin Hood                             | Robin Hood                                                    | Robin dos Bosques                            | 8 de novembro de 1973                                                                                      |                                  |
| 22 | The Many Adventures of Winnie the Pooh | As Muitas Aventuras do Ursinho Puff / Puff - O Ursinho Guloso | As Extra Aventuras de Winnie the Pooh        | 11 de março de 1977                                                                                        | [ note 1 ] [ note 2 ]            |
| 23 | The Rescuers                           | Bernardo e Bianca                                             | As Aventuras de Bernardo e Bianca            | 22 de junho de 1977                                                                                        |                                  |
| 24 | The Fox and the Hound                  | O Cão e a Raposa                                              | Papuça e Dentuça                             | 10 de julho de 1981                                                                                        |                                  |
| 25 | The Black Cauldron                     | O Caldeirão Mágico                                            | Taran e o Caldeirão Mágico                   | 26 de julho de 1985                                                                                        | [ note 4 ]                       |
| 26 | The Great Mouse Detective              | As Peripécias do Ratinho Detetive                             | Rato Basílio: O Grande Mestre dos Detectives | 2 de julho de 1986                                                                                         |                                  |
| 27 | Oliver & Company                       | Oliver e sua Turma                                            | Oliver e seus Companheiros                   | 13 de novembro de 1988 (pré-estreia) 18 de novembro de 1988                                                |                                  |
| 28 | The Little Mermaid                     | A Pequena Sereia                                              | A Pequena Sereia                             | 14 de novembro de 1989 (pré-estreia) 17 de novembro de 1989                                                |                                  |
| 29 | The Rescuers Down Under                | Bernardo e Bianca na Terra dos Cangurus                       | Bernardo e Bianca na Cangurulândia           | 16 de novembro de 1990                                                                                     |                                  |
| 30 | Beauty and the Beast                   | A Bela e a Fera                                               | A Bela e o Monstro                           | 22 de novembro de 1991                                                                                     | [ note 5 ] [ note 6 ]            |
| 31 | Aladdin                                | Aladdin                                                       | Aladdin                                      | 25 de novembro de 1992                                                                                     |                                  |
| 32 | The Lion King                          | O Rei Leão                                                    | O Rei Leão                                   | 15 de junho de 1994 (pré-estreia) 24 de junho de 1994                                                      | [ note 5 ] [ note 6 ]            |
| 33 | Pocahontas                             | Pocahontas                                                    | Pocahontas                                   | 16 de junho de 1995 (pré-estreia) 23 de junho de 1995                                                      |                                  |
| 34 | The Hunchback of Notre Dame            | O Corcunda de Notre Dame                                      | O Corcunda de Notre Dame                     | 19 de junho de 1996 (pré-estreia) 21 de junho de 1996                                                      |                                  |
| 35 | Hercules                               | Hércules                                                      | Hércules                                     | 14 de junho de 1997 (pré-estreia) 27 de junho de 1997                                                      |                                  |
| 36 | Mulan                                  | Mulan                                                         | Mulan                                        | 5 de junho de 1998 (pré-estreia) 19 de junho de 1998                                                       |                                  |
| 37 | Tarzan                                 | Tarzan                                                        | Tarzan                                       | 12 de junho de 1999 (pré-estreia) 18 de junho de 1999                                                      |                                  |
| 38 | Fantasia 2000                          | Fantasia 2000                                                 | Fantasia 2000                                | 17 de dezembro de 1999 (pré-estreia) 1 de janeiro de 2000                                                  | [ note 1 ] [ note 2 ] [ note 5 ] |
| 39 | Dinosaur                               | Dinossauro                                                    | Dinossauro                                   | 19 de maio de 2000                                                                                         | [ note 2 ]                       |
| 40 | The Emperor's New Groove               | A Nova Onda do Imperador                                      | Pacha e o Imperador                          | 10 de dezembro de 2000 (pré-estreia) 15 de dezembro de 2000                                                |                                  |
| 41 | Atlantis: The Lost Empire              | Atlantis: O Reino Perdido                                     | Atlântida: O Continente Perdido              | 3 de junho de 2001 (pré-estreia) 15 de junho de 2001                                                       |                                  |
| 42 | Lilo & Stitch                          | Lilo & Stitch                                                 | Lilo & Stitch                                | 16 de junho de 2002 (pré-estreia) 21 de junho de 2002                                                      |                                  |
| 43 | Treasure Planet                        | Planeta do Tesouro                                            | O Planeta do Tesouro                         | 17 de novembro de 2002 (pré-estreia) 27 de novembro de 2002                                                | [ note 5 ]                       |
| 44 | Brother Bear                           | Irmão Urso                                                    | Kenai e Koda                                 | 20 de outubro de 2003 (pré-estreia) 1 de novembro de 2003                                                  |                                  |
| 45 | Home on the Range                      | Nem que a Vaca Tussa                                          | O Paraíso da Barafunda                       | 21 de março de 2004 (pré-estreia) 2 de abril de 2004                                                       |                                  |
| 46 | Chicken Little                         | O Galinho Chicken Little                                      | Chicken Little                               | 30 de outubro de 2005 (pré-estreia) 4 de novembro de 2005                                                  | [ note 6 ]                       |
| 47 | Meet the Robinsons                     | A Família do Futuro                                           | Os Robinsons                                 | 30 de março de 2007                                                                                        | [ note 6 ]                       |
| 48 | Bolt                                   | Bolt: Supercão                                                | Bolt                                         | 21 de novembro de 2008                                                                                     | [ note 6 ]                       |
| 49 | The Princess and the Frog              | A Princesa e o Sapo                                           | A Princesa e o Sapo                          | 25 de novembro de 2009 (pré-estreia) 11 de dezembro de 2009                                                |                                  |
| 50 | Tangled                                | Enrolados                                                     | Entrelaçados                                 | 24 de novembro de 2010                                                                                     | [ note 6 ]                       |
| 51 | Winnie the Pooh                        | Winnie the Pooh                                               | Winnie the Pooh                              | 15 de julho de 2011                                                                                        | [ note 2 ]                       |
| 52 | Wreck-It Ralph                         | Detona Ralph                                                  | Força Ralph                                  | 2 de novembro de 2012                                                                                      | [ note 6 ]                       |
| 53 | Frozen                                 | Frozen: Uma Aventura Congelante                               | Frozen: O Reino do Gelo                      | 27 de novembro de 2013                                                                                     | [ note 6 ]                       |
| 54 | Big Hero 6                             | Operação Big Hero                                             | Big Hero 6 - Os Novos Heróis                 | 7 de novembro de 2014                                                                                      |                                  |
| 55 | Zootopia                               | Zootopia: Essa Cidade é o Bicho                               | Zootrópolis                                  | 4 de março de 2016                                                                                         |                                  |
| 56 | Moana                                  | Moana: Um Mar de Aventuras                                    | Vaiana                                       | 23 de novembro de 2016                                                                                     |                                  |
| 57 | Ralph Breaks the Internet              | WiFi Ralph: Quebrando a Internet                              | Ralph vs Internet                            | 21 de novembro de 2018                                                                                     |                                  |
| 58 | Frozen 2                               | Frozen 2                                                      | Frozen 2 - O Reino do Gelo                   | 22 de novembro de 2019                                                                                     |                                  |
| 59 | Raya and The Last Dragon               | Raya e o Último Dragão                                        | Raya e o Último Dragão                       | 12 de março de 2021                                                                                        |                                  |
| 60 | Encanto                                | Encanto                                                       | Encanto                                      | 24 de novembro de 2021                                                                                     | [ 10 ] [ 11 ]                    |
| 61 | Strange World                          | Mundo Estranho                                                | Estranho Mundo                               | 23 de novembro de 2022                                                                                     | [ 12 ] [ 13 ]                    |
| 62 | Wish                                   | Wish: O Poder dos Desejos                                     | Wish: O Poder dos Desejos                    | 22 de Novembro 2023                                                                                        |                                  |
| 63 | Moana 2                                | Moana 2                                                       | Vaiana 2                                     | 27 de novembro de 2024                                                                                     |                                  |

Filmes em desenvolvimento incluem um longa-metragem estrelando Mickey Mouse e uma adaptação de um conto de Phili K. Dick, King of the Elves. e uma continuação de Frozen.
Notas:
1. 1 2 3 4 5 6 7 8 9  Estes são "filmes segmentados", ou seja, lançamentos que incluíam dois ou mais curta-metragens com sequências de ligação. Apesar de alguns considerarem que apenas os seis consecutivos filmes segmentados lançados na década de 1940 (os números 6–11 acima) pertencem a essa categoria, a definição é também usada para os filmes Fantasia e Fantasia 2000. A inclusão do filme The Many Adventures of Winnie the Pooh é única pelo fato do filme conter três curtas-metragens previamente lançados.
2. 1 2 3 4 5 6 7 8 9  Estes filmes contém cenas e/ou sequências em live-action.
3. ↑  A Dama e o Vagabundo foi filmado simultaneamente em janela acadêmica regular e CinemaScope. Ambas as versões foram lançadas no mesmo período.
4. 1 2  Estes dois filmes foram filmados no processo de Super Technirama em 70 mm. Cópias reduzidas para CinemaScope em 35 mm foram lançadas no mesmo período que as versões em 70 mm.
5. 1 2 3 4  Estes filmes foram lançados ou re-lançados no formato IMAX em complemento a suas estreias cinematográficas regulares.
6. 1 2 3 4 5 6 7 8  Estes filmes foram lançados ou relançados em uma versão para cinema em Disney Digital 3-D em complemento a suas estreias cinematográficas regulares.

## Filmes que são primariamente em live-action mas contém animação

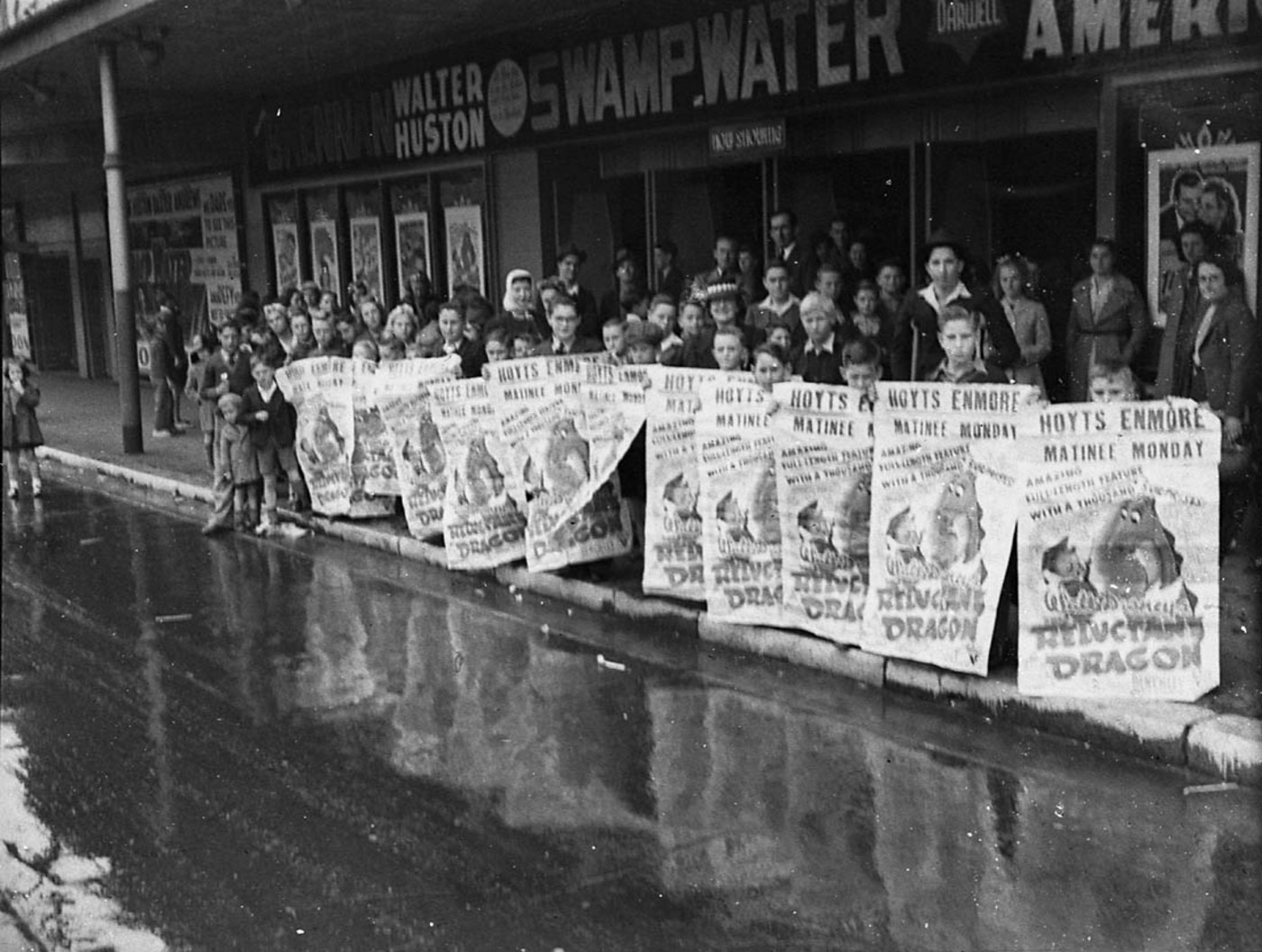
Crianças seguram cartazes anunciando "O Dragão Relutante" de Walt Disney, Teatro Enmore (1941)

Todos os filmes e documentários da lista a seguir foram filmados em live-action, mas contém cenas ou sequências em animação.
| #  | Título original           | Título no Brasil             | Título em Portugal         | Data de lançamento original                               |
| -- | ------------------------- | ---------------------------- | -------------------------- | --------------------------------------------------------- |
| 1  | The Reluctant Dragon      | O Dragão Relutante           | O Dragão Relutante         | 20 de junho de 1941                                       |
| 2  | Victory Through Air Power | A Vitória Pela Força Aérea   | A Vitória Pela Força Aérea | 17 de julho de 1943                                       |
| 3  | Song of the South         | A Canção do Sul              | A Canção do Sul            | 12 de novembro de 1946                                    |
| 4  | So Dear to My Heart       | Meu Querido Carneirinho      | Tão Perto do Coração       | 29 de novembro de 1948                                    |
| 5  | Mary Poppins              | Mary Poppins                 | Mary Poppins               | 27 de agosto de 1964                                      |
| 6  | Bedknobs and Broomsticks  | Se Minha Cama Voasse         | Se a Minha Cama Voasse     | 11 de novembro de 1971                                    |
| 7  | Pete's Dragon             | Meu Amigo Dragão             | Meu Amigo o Dragão         | 3 de novembro de 1977                                     |
| 8  | Who Framed Roger Rabbit   | Uma Cilada Para Roger Rabbit | Quem Tramou Roger Rabbit?  | 21 de outubro de 1988 (pré-estreia) 22 de outubro de 1988 |
| 9  | Enchanted                 | Encantada                    | Uma História de Encantar   | 21 de novembro de 2007                                    |
| 10 | Mary Poppins Returns      | O Retorno de Mary Poppins    | O Regresso de Mary Poppins | 19 de dezembro de 2018                                    |

## Outros filmes em live-action que contém animação Disney

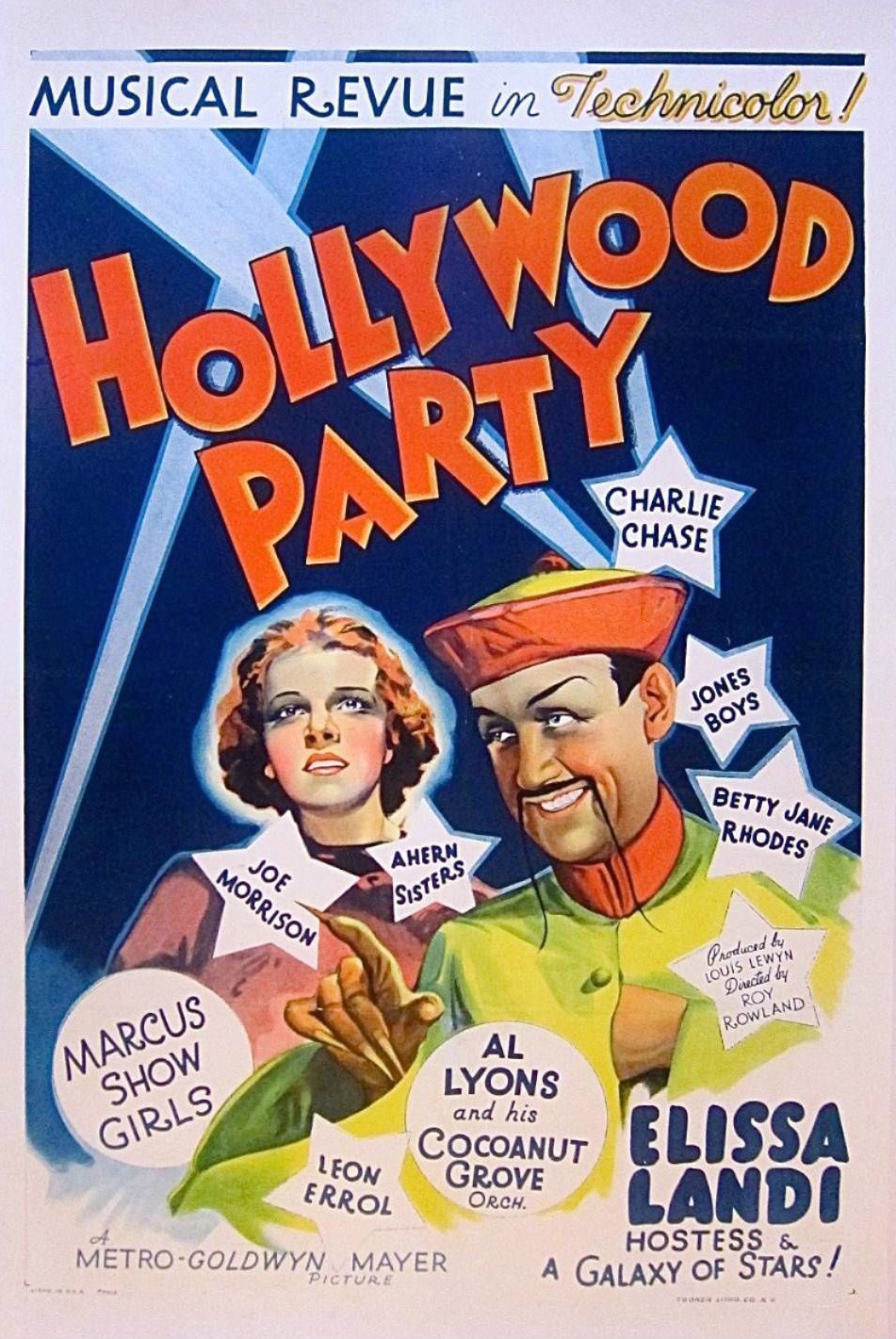
Poster original do filme "Hollywood Party" de 1934

Todos os filmes da lista a seguir foram filmados em live-action e produzidos por outros estúdios, mas contém cenas ou sequências em animação produzida pela Walt Disney.
| # | Título original                         | Título no Brasil               | Título em Portugal             | Data de lançamento original     | Produzido por              |
| - | --------------------------------------- | ------------------------------ | ------------------------------ | ------------------------------- | -------------------------- |
| 1 | Around the World with Douglas Fairbanks | A Volta ao Mundo em 80 Minutos | A Volta ao Mundo em 80 Minutos | 20 de junho de 1931             | United Artists             |
| 2 | Hollywood Party                         | Hollywood em Festa             | Hollywood em Festa             | 1 de junho de 1934              | Metro-Goldwyn-Mayer        |
| 3 | Servants' Entrance                      | Pela Porta de Serviço          | Pela Porta de Serviço          | 26 de setembro de 1934          | 20th Century Fox           |
| 4 | Cri Cri el grillito cantor              | N/A                            | N/A                            | 12 de dezembro de 1963 (México) | Producciones Carlos Amador |

## DisneyToon Studios

DisneyToon Studios Logo

Essa lista apresenta todos os filmes da DisneyToon Studios que foram lançados nos cinemas.
| #  | Título original                                | Título no Brasil                                 | Título em Portugal                                 | Data de lançamento original            |
| -- | ---------------------------------------------- | ------------------------------------------------ | -------------------------------------------------- | -------------------------------------- |
| 1  | DuckTales the Movie: Treasure of the Lost Lamp | DuckTales, o Filme: O Tesouro da Lâmpada Perdida | DuckTales, o Filme: O Tesouro da Lâmpada Perdida   | 3 de agosto de 1990                    |
| 2  | A Goofy Movie                                  | Pateta: O Filme                                  | Pateta: O Filme                                    | 7 de abril de 1995                     |
| 3  | Doug's 1st Movie                               | Doug: O Filme                                    | Doug: O Primeiro Filme                             | 26 de março de 1999                    |
| 4  | The Tigger Movie                               | Tigrão: O Filme                                  | As Aventuras do Tigre                              | 11 de fevereiro de 2000                |
| 5  | An Extremely Goofy Movie                       | Pateta 2 - Radicalmente Pateta                   | Radicalmente Pateta                                | 29 de fevereiro de 2000                |
| 6  | Recess: School's Out                           | Hora do Recreio                                  | Missão: Salvar as Férias                           | 16 de fevereiro de 2001                |
| 7  | Return to Never Land                           | Peter Pan: De Volta à Terra do Nunca             | Peter Pan em a Terra do Nunca                      | 15 de fevereiro de 2002                |
| 8  | Cinderella II: Dreams Come True                | Cinderela 2: Os Sonhos se Realizam               | Cinderela 2: Os Sonhos se Realizam                 | 25 de fevereiro de 2002                |
| 9  | The Jungle Book 2                              | Mogli: O Menino Lobo 2                           | O Livro da Selva 2                                 | 14 de fevereiro de 2003                |
| 10 | Piglet's Big Movie                             | Leitão: O Filme                                  | Piglet: O Filme                                    | 21 de março de 2003                    |
| 11 | Atlantis: Milo's Return                        | Atlantis: O Retorno de Milo                      | Atlântida: O Regresso de Milo                      | 20 de maio de 2003                     |
| 12 | Teacher's Pet                                  | O Cãozinho Esperto                               | N/A                                                | 16 de janeiro de 2004                  |
| 13 | Mickey, Donald, Goofy: The Three Musketeers    | Mickey, Donald e Pateta: Os Três Mosqueteiros    | Mickey, Donald e Pateta: Os Três Mosqueteiros      | 03 de agosto de 2004                   |
| 14 | Pooh's Heffalump Movie                         | Pooh e o Efalante                                | Heffalump: O Filme                                 | 11 de fevereiro de 2005                |
| 15 | Kronk's New Groove                             | A Nova Onda do Kronk                             | Pacha e o Imperador 2 - A Grande Aventura de Kronk | 13 de dezembro de 2005                 |
| 16 | Bambi II                                       | Bambi 2                                          | Bambi 2: O Grande Príncipe da Floresta             | 26 de janeiro de 2006 (Argentina)      |
| 17 | Cinderella III: A Twist in Time                | Cinderela 3 - Uma Volta no Tempo                 | Cinderela III: Reviravolta no Tempo                | 6 de fevereiro de 2007                 |
| 18 | Tinker Bell                                    | Tinker Bell: Uma Aventura no Mundo das Fadas     | Sininho                                            | 28 de Outubro de 2008 (Estados Unidos) |
| 19 | Tinker Bell and the Lost Treasure              | Tinker Bell e o Tesouro Perdido                  | Sininho e o Tesouro Perdido                        | 27 de Outubro de 2009 (Estados Unidos) |
| 20 | Tinker Bell and the Great Fairy Rescue         | Tinker Bell e o Resgate da Fada                  | Sininho Salva as Fadas                             | 13 de agosto de 2010 (Reino Unido)     |
| 21 | Secret of the Wings                            | Tinker Bell: O Segredo das Fadas                 | Sininho: O Segredo das Fadas                       | 31 de agosto de 2012 (Estados Unidos)  |
| 22 | Planes                                         | Aviões                                           | Aviões                                             | 9 de agosto de 2013                    |
| 23 | The Pirate Fairy                               | Tinker Bell: Fadas e Piratas                     | Sininho: Fadas e Piratas                           | 7 de Março de 2014                     |
| 24 | Planes: Fire & Rescue                          | Aviões 2: Heróis de Fogo ao Resgate              | Aviões: Equipa de Resgate                          | 18 de Julho de 2014                    |
| 25 | Tinker Bell and the Legend of the NeverBeast   | Tinker Bell e o Monstro da Terra do Nunca        | Sininho e a Lenda do Monstro do Nunca              | 3 de Março de 2015                     |

## Pixar Animation Studios

Pixar Logo

A Pixar Animation Studios, uma subsidiária da Disney, lançou ou lançará os seguintes filmes:
| #  | Título original     | Título no Brasil                    | Título em Portugal                  | Data de lançamento original |
| -- | ------------------- | ----------------------------------- | ----------------------------------- | --------------------------- |
| 1  | Toy Story           | Toy Story                           | Toy Story: Os Rivais                | 22 de novembro de 1995      |
| 2  | A Bug's Life        | Vida de Inseto                      | Uma Vida de Insecto                 | 25 de novembro de 1998      |
| 3  | Toy Story 2         | Toy Story 2                         | Toy Story 2: Em Busca de Woody      | 24 de novembro de 1999      |
| 4  | Monsters, Inc.      | Monstros S.A.                       | Monstros e Companhia                | 2 de novembro de 2001       |
| 5  | Finding Nemo        | Procurando Nemo                     | À Procura de Nemo                   | 30 de maio de 2003          |
| 6  | The Incredibles     | Os Incríveis                        | The Incredibles: Os Super-Heróis    | 5 de novembro de 2004       |
| 7  | Cars                | Carros                              | Carros                              | 9 de junho de 2006          |
| 8  | Ratatouille         | Ratatouille                         | Ratatui                             | 29 de junho de 2007         |
| 9  | WALL·E              | WALL·E                              | WALL·E                              | 27 de junho de 2008         |
| 10 | Up                  | Up: Altas Aventuras                 | Up: Altamente!                      | 29 de maio de 2009          |
| 11 | Toy Story 3         | Toy Story 3                         | Toy Story 3                         | 18 de junho de 2010         |
| 12 | Cars 2              | Carros 2                            | Carros 2                            | 24 de junho de 2011         |
| 13 | Brave               | Valente                             | Brave: Indomável                    | 22 de junho de 2012         |
| 14 | Monsters University | Universidade Monstros               | Monstros: A Universidade            | 21 de junho de 2013         |
| 15 | The Good Dinosaur   | O Bom Dinossauro                    | A Viagem de Arlo                    | 25 de novembro de 2015      |
| 16 | Inside Out          | Divertida Mente                     | Divertida-mente (Inside Out)        | 19 de junho de 2015         |
| 17 | Finding Dory        | Procurando Dory                     | À Procura de Dory                   | 17 de junho de 2016         |
| 18 | Cars 3              | Carros 3                            | Carros 3                            | 16 de junho de 2017         |
| 19 | Coco                | Viva - A Vida É uma Festa           | Coco                                | 22 de novembro de 2017      |
| 20 | The Incredibles 2   | Os Incríveis 2                      | The Incredibles 2: Os Super-Heróis  | 15 de junho de 2018         |
| 21 | Toy Story 4         | Toy Story 4                         | Toy Story 4                         | 21 de junho de 2019         |
| 22 | Onward              | Dois Irmãos: Uma Jornada Fantástica | Bora Lá                             | 6 de março de 2020          |
| 23 | Soul                | Soul                                | Soul: Uma Aventura com Alma         | 25 de dezembro de 2020      |
| 24 | Luca                | Luca                                | Luca                                | 18 de junho de 2021         |
| 25 | Turning Red         | Red: Crescer é uma Fera             | Turning Red: Estranhamente Vermelho | 11 de março de 2022         |
| 26 | Lightyear           | Lightyear                           | Lightyear                           | 17 de junho de 2022         |
| 27 | Elemental           | Elementos                           | Elemental                           | 16 de junho de 2023         |
| 28 | Inside Out 2        | Divertida Mente 2                   | Divertida-mente 2                   | 14 de junho de 2024         |
| 29 | Elio                | Elio                                | Elio                                | 13 de junho de 2025         |

## Filmes em stop-motion
A lista a seguir é composta de filmes em stop-motion produzidos ou distribuídos pela Disney.
| # | Título original                | Título no Brasil          | Título em Portugal        | Data de lançamento original                              |
| - | ------------------------------ | ------------------------- | ------------------------- | -------------------------------------------------------- |
| 1 | The Nightmare Before Christmas | O Estranho Mundo de Jack  | O Estranho Mundo de Jack  | 9 de outubro de 1993 (pré-estreia) 29 de outubro de 1993 |
| 2 | James and the Giant Peach      | James e o Pêssego Gigante | James e o Pêssego Gigante | 12 de abril de 1996                                      |
| 3 | Frankenweenie                  | Frankenweenie             | Frankenweenie             | 5 de outubro de 2012                                     |

## ImageMovers Digital

ImageMovers Digital Logo

Os filmes listados a seguir foram produzidos pela ImageMovers Digital, um estúdio de cinema comandado pela ImageMovers (do diretor Robert Zemeckis) e pela Disney. Os dois filmes foram feitos em animação digital e também tiveram versões lançadas em Disney Digital 3-D. Após as fracas bilheterias de Mars Needs Moms a Disney encerrou as atividades da ImageMovers Digital.
| # | Título original   | Título no Brasil        | Título em Portugal           | Data de lançamento original |
| - | ----------------- | ----------------------- | ---------------------------- | --------------------------- |
| 1 | A Christmas Carol | Os Fantasmas de Scrooge | Um Conto de Natal            | 6 de novembro de 2009       |
| 2 | Mars Needs Moms   | Marte Precisa de Mães   | Mães Precisam-se... Em Marte | 11 de março de 2011         |

## Walt Disney Pictures
Em meio a onda de refilmagens live-action dos clássicos animados, a Disney realizou uma reimaginação fotorealista de O Rei Leão com animação por computação gráfica, que eventualmente ganhou uma prequela.
| # | Título original       | Título no Brasil   | Título em Portugal | Data de lançamento original |
| - | --------------------- | ------------------ | ------------------ | --------------------------- |
| 1 | The Lion King         | O Rei Leão         | O Rei Leão         | 19 de julho de 2019         |
| 2 | Mufasa: The Lion King | Mufasa: O Rei Leão | Mufasa: O Rei Leão | 20 de dezembro de 2024      |

## Outros filmes animados distribuídos pela Disney
Diferente dos filmes das seções acima, que foram ou tiveram sequências feitas pela Disney, os filmes listado abaixo só foram distribuídos pela companhia.

### Studio Ghibli

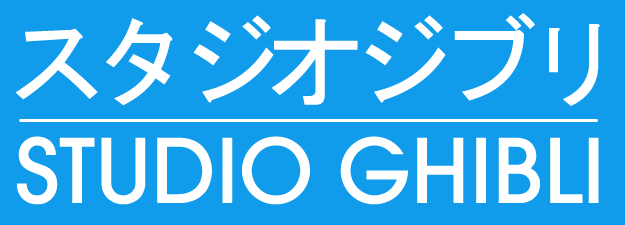
Studio Ghibli Logo

Em 1996, a Disney assinou um acordo com a distribuidora Tokuma Shoten para os direitos de distribuição mundial nos cinemas dos filmes do Studio Ghibli (excluindo a Ásia, exceto pelo filme Hotaru no Haka que não foi distribuído pela Tokuma Shoten), incluindo o que era então o mais recente filme de estúdio, Princesa Mononoke. O acordo depois se expandiu para incluir os direitos de lançamentos em vídeo e novos filmes do Studio Ghibli, mas o estúdio continuou totalmente independente da Disney e impôs uma rigorosa avaliação de seu controle criativo sob a adaptação para o mercado estrangeiro que a Disney produzia. Todos os filmes cinematográficos lançados pelo Studio Ghibli originalmente incluídos no acordo foram lançados em vídeo na América do Norte sob o selo Disney (exceto por Only Yesterday) e em várias outras regiões. A partir de 2013, porém, os filmes do Studio Ghibli não serão mais distribuídos pela companhia.
Apesar de ter os direitos para o lançamento internacional destes filmes, por própria decisão da companhia nenhum filme do Studio Ghibli foi lançado no Brasil ou em Portugal sob o selo Disney. Os filmes foram lançados então por diversas distribuidoras regionais destes países (porém as dublagens foram feitas seguindo a adaptação estrangeira da Disney), ou simplesmente não tiveram lançamento nacional.
Os seguintes filmes foram lançados no cinema fora do Japão pela Disney ou suas subsidiárias:
| # | Título original               | Título no Brasil                   | Título em Portugal             | Data de lançamento original | Data de lançamento pela Disney |
| - | ----------------------------- | ---------------------------------- | ------------------------------ | --------------------------- | ------------------------------ |
| 1 | Majo no Takkyūbin             | O Serviço de Entregas da Kiki      | Kiki: A Aprendiz de Feiticeira | 29 de julho de 1989         | 23 de maio de 1998             |
| 2 | Mononoke-hime                 | Princesa Mononoke                  | Princesa Mononoke              | 12 de julho de 1997         | 29 de outubro de 1999          |
| 3 | Sen to Chihiro no Kamikakushi | A Viagem de Chihiro                | A Viagem de Chihiro            | 27 de julho de 2001         | 20 de setembro de 2002         |
| 4 | Neko no Ongaeshi              | O Reino dos Gatos                  | O Reino dos Gatos              | 19 de julho de 2002         | 2 de maio de 2003              |
| 5 | Hauru no Ugoku Shiro          | O Castelo Animado                  | O Castelo Andante              | 20 de novembro de 2004      | 10 de junho de 2005            |
| 6 | Gake no Ue no Ponyo           | Ponyo: Uma Amizade que Veio do Mar | Ponyo à Beira-Mar              | 19 de julho de 2008         | 14 de agosto de 2009           |
| 7 | Gedo Senki                    | Contos de Terramar                 | Contos de Terramar             | 29 de julho de 2006         | 13 de agosto de 2010           |
| 8 | Kari-gurashi no Arietti       | O Mundo dos Pequeninos             | O Mundo Secreto de Arrietty    | 17 de julho de 2010         | 17 de fevereiro de 2012        |

### Filmes animados produzidos por outros estúdios

The Wild Logo

A lista a seguir é composta de filmes feitos por diversos estúdios de animação localizados em várias partes do mundo. Em todos eles a Disney foi responsável pela distribuição mundial ou apenas de uma região específica.
| #  | Título original                                                           | Título no Brasil                       | Título em Portugal                | Data de lançamento original | Produtora(s)                                       |
| -- | ------------------------------------------------------------------------- | -------------------------------------- | --------------------------------- | --------------------------- | -------------------------------------------------- |
| 1  | The Brave Little Toaster                                                  | A Torradeira Valente                   | A Torradeira Valente              | 10 de julho de 1987         | Hyperion Pictures The Kushner-Locke Company        |
| 2  | The Thief and the Cobbler (Arabian Knight)                                | O Cavaleiro das Arábias                | O Cavaleiro das Arábias           | 25 de agosto de 1995        | Richard Williams Productions                       |
| 3  | The Brave Little Toaster Goes to Mars                                     | A Torradeira Valente Vai a Marte       | A Torradeira Valente Vai a Marte  | 18 de maio de 1998          | Hyperion Pictures The Kushner-Locke Company        |
| 4  | Manuelita                                                                 | A Tartaruga Manuelita                  | N/A                               | 14 de fevereiro de 1999     | García Ferré Entertainment Megatrix S.A.U.         |
| 5  | The Brave Little Toaster to the Rescue                                    | A Torradeira Valente Vai à Escola      | A Torradeira Valente Vai à Escola | 19 de maio de 1999          | Hyperion Pictures The Kushner-Locke Company        |
| 6  | Gekijōban Poketto Monsutā Serebyi Toki o Koeta Deai                       | Pokémon 4: Viajantes do Tempo          | Pokémon 4Ever                     | 11 de outubro de 2002       | The Pokémon Company Shogakukan 4Kids Entertainment |
| 7  | Gekijōban Poketto Monsutā Mizu no Miyako no Mamorigami Ratiasu to Ratiosu | Heróis Pokémon                         | N/A                               | 16 de maio de 2003          | The Pokémon Company Shogakukan 4Kids Entertainment |
| 8  | Valiant                                                                   | Valiant: Um Herói que Vale a Pena      | Valiant: Os Bravos do Pombal      | 19 de agosto de 2005        | Vanguard Animation                                 |
| 9  | The Wild                                                                  | Selvagem                               | Selvagem                          | 14 de abril de 2006         | C.O.R.E. Feature Animation                         |
| 10 | Turma da Mônica: Uma Aventura no Tempo                                    | Turma da Mônica: Uma Aventura no Tempo | N/A                               | 16 de fevereiro de 2007     | Miravista Filmes Maurício de Sousa Produções       |
| 11 | Roadside Romeo                                                            | Romeu: O Vira-Lata Atrapalhado         | N/A                               | 24 de outubro de 2008       | Yash Raj Films Buena Vista International India     |
| 12 | Gnomeo & Juliet                                                           | Gnomeu e Julieta                       | Gnomeu e Julieta                  | 11 de fevereiro de 2011     | Rocket Pictures Starz Animation                    |